# Obedi Mwanga
Obedi Mwanga (ur. 1 grudnia 1940) – tanzański lekkoatleta, sprinter.
Odpadł w eliminacjach biegu na 100 metrów i biegu na 200 metrów na igrzyskach Brytyjskiej Wspólnoty Narodów w 1970 w Edynburgu.
Podczas igrzysk olimpijskich w Monachium (1972) odpadł w eliminacjach w sztafetach: 4 × 100 metrów (6. miejsce w biegu eliminacyjnym z czasem 41,07) i 4 × 400 metrów (6. lokata w biegu eliminacyjnym z czasem 3:10,2 – rekord Tanzanii).

## Rekordy życiowe
- Bieg na 100 metrów – 10,6 (1972)[1]